# Ilja Richter
Ilja Richter (Berlino Est, 24 novembre 1952) è un attore, doppiatore, cantante e conduttore televisivo tedesco.

## Biografia
È figlio di una coppia di sopravvissuti all' olocausto: Suo padre era comunista e lo ha chiamato come il giornalista russo Ilya Ehrenburg, sua madre era un'ex-attrice ebrea che ha assunto una falsa identità da ariana.
È stato sentimentalmente legato alla cantante Marianne Rosenberg dal 1975 al 1978. È stato sposato con la cantante Stephanie von Falkenhausen dal 1995 al 1998.

## Filmografia

### Cinema
- Piccadilly null Uhr zwölf - regia di Rudolf Zehetgruber (1963)
- Ich bin ein Elefant, Madame - regia di Peter Zadek (1969)
- Wenn die tollen Tanten kommen - regia di Franz Josef Gottileb (1970)
- Die tollen Tanten schlagen zu - regia di Franz Josef Gottileb (1970)
- Wer zuletzt lacht, lacht am besten - regia di Harald Reinl (1970)
- Tante Trude aus Buxtehude - regia di Franz Josef Gottlieb (1971)
- Blau blüht der Enzian - regia di Franz Antel (1973)
- Die wilden Fünfziger - regia di Peter Zadek (1983)
- Due valigie per un amore (Ein Hund, zwei Koffer und die ganz grosse Liebe) - regia di Oliver Dommenget (2005)
- French Kissing - A caccia di baci (Schüleraustausch - Die Französinnen kommen) - regia di Konrad Sattler (2006)
- Mein Führer - La veramente vera verità su Adolf Hitler (Mein Führer – Die wirklich wahrste Wahrheit über Adolf Hitler)  - regia di Dani Levy (2007)

### Televisione
- Till, ragazzo di periferia (Till, der Junge von nebenan) - serie TV (1967-198)
- Disco - trasmissione TV (1971-1982)
- Drei Damen vom Grill - serie TV (1977-1991)
- Detektivbüro Roth - serie TV (1986-1987)
- Soko 5113 - serie TV (1999)
- Hamburg Distretto 21 (Notruf Hafenkante)  - serie TV (2010)

## Doppiaggio

### Film
- Thomas Chelimsky in Sciarada
- Hank Azaria in Piume di struzzo
- David Schwimmer in L'allievo
- Joe Pantoliano in Matrix
- Irrfan Khan in Vita di Pi

### Film d'animazione
- Timon in Il re leone, Il re leone II - Il regno di Simba, Il re leone 3 - Hakuna Matata
- Mike Wazowski in Monsters & Co., Monsters University
- Maiali in La profezia delle ranocchie
- Carmi Cna'an in Valzer con Bashir
- Dave, Dr. Tentacoli in I pinguini di Madagascar

### Serie televisive
- Hank Azaria in Friends
- Conte Dacula in Conte Dacula
- Narratore in Pocoyo
- Timon in Timon e Pumbaa,The Lion Guard
- Mike Wazowski in Monsters & Co. la serie - Lavori in corso!

## Discografia
- Schokolade, Pfefferminz, saure Drops (1961)
- Lausbubentwist (1961)
- Ich möchte am Broadway Blümchen pflücken (1961)
- Tip-Tap in die Tulpen (1969)
- Ich hol' dir gerne vom Himmel die Sterne (1970)
- Eine Goldmedaille für deine Supertaille (1972)
- Tip-Tap in die Tulpen (nuova versione) (1977)
- Liebe im Büro (1979)
- Liebeslied (1984)